# REMEMBER (L⇔Rの曲)
「REMEMBER」（リメンバー）は、L⇔Rの5枚目のシングル。1994年7月21日にポニーキャニオンより発売された。

## 概要
- ポニーキャニオン移籍第一弾シングルであり、嶺川貴子脱退後の最初のシングル曲としてリリースされた。
- シングル曲として初めてオリコン週間ランキングにおいてトップ50位内のランク入りを果たした。
- レーベル移籍後であったが、今作リリース後に発売されたポリスター所属期のベストアルバム『Singles&More』に『REMEMBER』が収録された。[1]

## 収録曲
作詞・作曲　黒沢健一
1. REMEMBER
  - CASIO「20BAR」CMソング。
  - 今作がフジテレビのプロデューサーの目に留まったことがきっかけとなり、次年放送のドラマ『僕らに愛を!』の主題歌を担当することになる。
  - ミュージックビデオには1994年にコニファーフォレストで行われたライブの映像が使用されている。ブレイク前の曲という事もありクリップ集『PV』には収録されなかったが、『L⇔R25周年プロジェクト』として発売された『PV+』には収録されることになった。
2. 夜を撃ちぬこう

## 収録アルバム
- LACK OF REASON (#1)
- Singles&More (#1)
- Last Roll - 11Years Of L⇔R(#1)
- プラチナムベスト L⇔R (#1)